# Франц Йосиас (Саксония-Кобург-Заалфелд)
Франц Йосиас фон Саксония-Кобург-Заалфелд (на немски: Franz Josias von Sachsen-Coburg-Saalfeld; * 25 септември 1697, Заалфелд; † 16 септември 1764, Родах) от рода на Ернестинските Ветини, е от 1729 до 1764 г. херцог на Саксония-Кобург-Заалфелд.

## Живот
Той е най-малкият син на херцог Йохан Ернст фон Саксония-Кобург-Заалфелд (1658 – 1729) и втората му съпруга Шарлота Йохана (1664 – 1699), дъщеря на граф Йосиас II фон Валдек-Вилдунген.
От 1718 г. Франц Йосиас е на императорска военна служба. Той се бие през 1719 г. в битката при Франкавила и участва в обсадите на Палермо и Месина. През 1720 г. по желание на баща му се връща в Кобург.
Франц Йосиас се жени на 2 януари 1723 г. в Рудолщат за принцеса Анна София фон Шварцбург-Рудолщат (1700 – 1780), дъщеря на княз Лудвиг Фридрих I фон Шварцбург-Рудолщат и Анна София фон Саксония-Гота-Алтенбург.
От 1729 г., според завещанието на баща му от 1724 г., той управлява заедно с по-големия му полубрат Кристиан Ернст (1683 – 1745), понеже той не се оженил подобаващо. Кристиан Ернст остава в Заалфелд, а Франц Йосиас резидира в Кобург. От 1735 г. той управлява сам Кобург и фамилията Саксония-Заалфелд взема името Саксония-Кобург-Заалфелд. Със смъртта на полубрат му през 1745 г. той става единствен регент на Кобург и Заалфелд.
От 1750 до 1755 г. Франц Йосиас води регентството за наследствения принц Ернст Август Константин в Саксония-Ваймар. Франц Йосиас загубва лявото си око при игра с федербал. Умира в построения от него от 1748 до 1749 г. дворец в Родах. Погребан е в църквата „Св. Мориц“ в Кобург.

## Деца
Франц Йосиас и Анна София имат децата:
- Ернст Фридрих (1724 – 1800), херцог на Саксония-Кобург-Заалфелд

∞ 1749 принцеса София Антония фон Брауншвайг-Волфенбютел (1724 – 1802)
- Йохан Вилхелм (1726 – 1745), саксонски полковник-лейтенант
- Кристиан Франц (1730– 1797), генерал-майор на имперската армия
- Шарлота София (1731 – 1810)

∞ 1755 наследствен принц Лудвиг фон Мекленбург (1725 – 1778)
- Фридерика Каролина (1735 – 1791)

∞ 1754 маркграф Карл Александър фон Бранденбург-Ансбах-Байройт (1736 – 1806)
- Фридрих Йосиас (1737 – 1815), императорски фелдмаршал

∞ 1789 Тереза Щрофек

## Родови връзки
Франц Йосиас е прапрадядо на британската кралица Виктория и нейния съпруг принц Алберт, на крал Леополд II от Белгия и на императрицата на Мексико Шарлота Белгийска.
Част от династията на Сакс-Кобург-Заафелд е българският цар и бивш премиер Симеон Сакскобургготски. Именно от херцозите Франц и Августа Сакс-Кобург-Заафелд стартират и роднинските отношения на Симеон Сакскобургготски с английската кралска династия. Две от децата на Франц и Августа Сакс-Кобург-Заафелд са Фердинад и Виктория. Единият от синовете на Фердинад е Август, а дъщерята на Виктория е английската кралица Виктория. Август и кралицата са първи братовчеди. Синът на принц Август – българският цар Фердинанд пък е втори братовчед на английския крал Едуард VII – син на кралица Виктория.
Българският цар Борис, син на цар Фердинанд, пък е трети братовчед на английския крал Джордж V, а Симеон Сакскобургготски, който е четвърти братовчед на крал Джордж VI – бащата на сегашната кралица. Следователно, тъй като родовата линия на Кобургите малко изостава – пети братовчеди на Елизабет Втора са децата на Симеон – Кардам, Кирил, Кубрат, Константин-Асен и Калина.
Родовите връзки продължават, защото принц Чарлз пък е шести братовчед на внуците на Симеон Сакскобурготски, начело с най-големите Мафалда и Олимпия. Тъй като обаче те все още нямат деца – младоженецът принц Уилям все още си няма седми братовчеди от страна на българската Сакскобургготска линия.